# Mesochorus tantillus
Mesochorus tantillus là một loài tò vò trong họ Ichneumonidae.